# Samsin Halmoni
Samsin Halmoni (hangul: 三神 할머니 rr: samsin halmeoni) o Samshin Halmoni, la Abuela Samsin, es la diosa triple del parto y destino en la mitología coreana.

## Nombre
Samsin o Samshin, cuyo significado en coreano es «tres diosas», o literalmente, tres espíritus, aparece colectivamente como tres abuelas. Halmoni significa abuela, un título para una venerable diosa ancestral encarnada como una sabia anciana. Cuando se dirige con el título honorífico Samsin Halmoni o simplemente Samsin, las tres diosas también son consideradas como una Samsin, la única diosa del parto en el chamanismo coreano.
Una montaña en Corea debe su nombre a Samsin Halmoni, Samsinbong, conocida como Cumbre de Tres Espíritus.

## Culto y creencias
Samsin Halmoni protege a todos los niños desde el nacimiento hasta los siete años de edad, donde el niño quedará protegido por la deidad de Siete Estrellas de la Osa Mayor.
Cada pueblo y cada casa tiene su propia Samsin de parto. Incluso hoy en día, el pueblo coreano cree que la parte más cálida del anbang, que es la principal sala de estar, pertenece a Samsin Halmoni y rituales y oraciones para ella todavía se llevan a cabo allí.
Samsin Halmoni es honrada en el parto y en las fiestas de cumpleaños con ofrendas de arroz, salsa de soja y vino, ofrecidos como una cena.
En el tercer y séptimo día después del parto, la ropa interior de la madre debe ser doblada y colocada en la zona de Samsin en el anbang y un pequeño altar se establece sobre ellos, en donde las oraciones para una vida larga y saludable del niño se llevarán a cabo.
Samsin Halmoni o Samsin también visita el Samsin Danji (coreano: 삼신 단지) dedicado a ella, una olla de barro mantenida en el interior del ala de la casa o en la parte cálida del anbang, llena de arroz, cubierta de papel y con un nudo en sentido antihorario. Sin embargo, algunos hogares realizan el Geongung Samsin, acto de honrar a Samsin, solo mentalmente. Samshin Halmoni es honrada con jesas en cada festival o celebración de cumpleaños en el hogar, y también en el tercer, séptimo y trigésimo séptimo día después del parto.
Cuando una mujer en la casa estaba embarazada o había dado a luz, la habitación de Samsin Danji se mantenía sellada con cuerdas para simbolizar y contener el fuerte poder de Samshin Halmoni. Después del parto, una cuerda era también colgada en el exterior de la casa para marcar el afortunado caso de «abrir lo que ha sido atado», que simboliza el acto del nacimiento, y aleja a los malos espíritus que podrían amenazar a la madre y al bebé. 
La creencia en Samsin Halmoni sería más fuerte en la Isla de Jeju.
Para concebir, una mujer sin hijos debía compartir una comida de arroz Samsin con una madre quién recientemente hubiese dado a luz, rogar a Samsin en el área del anbang o usar una tela que haya tocado un ataúd.

## Mito
En la tradición oral, Samsin Halmoni serían las 3 hijas de la virgen diosa del cielo que se convirtió en la primera chamana mudang, nombrada t'ang Kum Agassi, o Tanggum Aeggi. Ella descendió del cielo a la Tierra y dio a luz a la Samsin en una cueva, que es una referencia a soportar la adoración y el chamanismo coreano. Más tarde, después de que budismo orientado al rol masculino entrara en Corea, el mito fue modificado con Tanggum Aeggi también dando a luz a 3 hijos, que se convirtieron en los dioses del cielo budista.
Samsin Halmoni luego creó y dio a luz a los primeros humanos en la Tierra, convirtiéndose en la diosa madre y antepasado de todos los seres humanos.
En un mito Samsin, ambos personajes principales —la malvada Princesa del Palacio Dragón del Mar de Oriente, y la gentil Princesa del Reino de Myeongjin— son mujeres, subrayando cómo el antiguo mito está relacionado con el chamanismo coreano orientado a la mujer.

## Triple diosa del destino
La adoración de la triple Samsin del destino, que aparece en el nacimiento de cada niño y determina el destino de cada persona, desde la cuna hasta la tumba, es evidentemente la misma creencia de otras culturas europeas, como la celta Matres, la griega Moirai, la nórdica Norns, la romana Parcae y la eslava Sudice.

## En la cultura popular
- Kim Soo-Mi la interpretó en un cameo del drama de KBS2 Ohlala Couple.[4]
- Lee El dio vida a la abuela Samsin en el drama de tvN, Goblin (2016-2017).[5]